# Fernand Lataste
Fernand Lataste (Cadillac, 25 marzo 1847 – Bordeaux, 6 gennaio 1934) è stato uno zoologo francese.

## Biografia

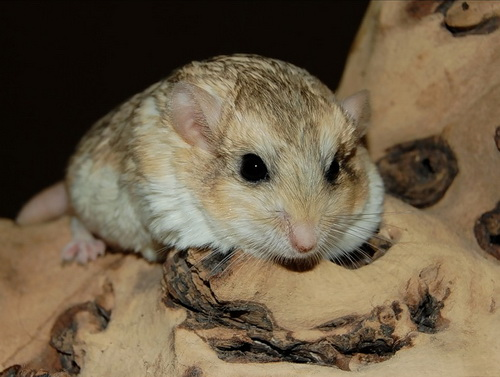
Gerbillo dalla coda grassa

Fu professore di zoologia presso la facoltà di medicina di Santiago del Cile, giurista-medico e biologo. Fu egli a scoprire, ad esempio, il gerbillo dalla coda grassa nel 1880. La Vipera latastei, una vipera di Spagna e del Nordafrica, è stata così denominata in suo onore.
Egli è considerato un eminente precursore dell'endocrinologia sessuale.

## Fernand Lataste, primo ricercatore del ciclo estrale
In uno studio pubblicato nel 1887 a Bordeaux e intitolato Documents pour l’Éthologie des mammifères, Fernand Lataste, nello studiare il comportamento sessuale dei roditori, stabilì per primo una correlazione tra il ritmo delle modifiche della mucosa vaginale e il ciclo genitale. Il suo studio fu ripreso da Walter Heape che chiamò œstrus cycle (ciclo estrale) quello che Lataste aveva chiamato «ciclo genitale». Henry Morau riprese in modo metodico, per la sua tesi in medicina, le osservazioni del suo precursore Fernand Lataste e mostrò che le trasformazioni cicliche dell'epitelio vaginale coincidono esattamente con la sua funzione fisiologica, a seconda che si abbia o no la fecondazione dopo l'accoppiamento.

## Fernand Lataste e la protezione della natura
(Gli elementi di questo capitolo sono presenti in: (FR)  Rémi Luglia, L’émergence de la protection de la nature en France (1854-1939). La Société d’acclimatation, témoin et acteur du courant naturaliste, Tesi di dottorato in Storia (Sciences-Po), 2012).
Fernand Lataste pubblicò nel 1884 sul Bulletin de la Société Nationale d'Acclimatation de France l'articolo Sur l'alimentation des rapaces nocturnes nel quale dimostrava che la parte dei roditori è nettamente più alta che quella dei mammiferi insettivori, facendo così dei rapaci notturni degli animali utili. Egli conclude con queste parole:
(Lataste Fernand. – « Sur l’alimentation des rapaces nocturnes » in Bulletin de la Société Nationale d’Acclimatation de France. – N°4I. – Paris : 1884. – p. 855-856.)
Interrogandosi sull'opportunità di dividere gli animali in utili e nocivi, Fernand Lataste sviluppa contemporaneamente uno sguardo critico sui rapporti tra l'uomo e la natura.
Quattro anni dopo, nel 1888, Fernand Lataste confermò la sua opinione: 
(Lataste Fernand. – « Procès verbal » in Bulletin de la Société Nationale d’Acclimatation de France. – N°IV5. – Paris : 1888. – p. 184.)
All'interno della Société d'Acclimatation (oggi divenuta la Société nationale de protection de la nature), Fernand Lataste fu uno di coloro che svilupparono la nozione di equilibrio naturale, nozione che prefigura l'attuale concetto di ecosistema. Così, insieme ad altri colleghi della Società, egli teorizzò dalla fine del secolo XIX la necessità di una protezione della natura.
Ne 1891, nella trentaduesima seduta pubblica annuale di consegna dei riconoscimenti della Società di Acclimatazione, le sue prese di posizione in favore della protezione della natura furono ricompensate con la consegna di un premio di 200 franchi. A sostegno di questa decisione, il relatore Amédée Berthoule citò le proposte di Fernand Lataste: 
(Berthoule Amédée. – « Rapport de la Commission des récompenses pour 1891 » in Revue des Sciences Naturelles Appliquées – Bulletin de la Société Nationale d’Acclimatation de France. – N°IV8. – Paris : 1891. – p. XLVIII-XLIX.)